# 本町駅 (愛知県)
本町駅（ほんまちえき）は、かつて愛知県名古屋市中区にあった名古屋鉄道瀬戸線の駅（廃駅）である。

## 歴史
大正期には外堀沿いに遊園地が作られ、1935年（昭和10年）には本町橋を挟んだ駅北西に招魂社(後の愛知縣護國神社)が移転してきた。しかし市電と並行する区間にある上に、多くの列車が東隣の大津町駅で折り返し末期には日中40分おきにしか電車が来なかったため、利用客は少なかった。
- 1911年（明治44年）10月1日 - 瀬戸電気鉄道の駅として開設。
- 1952年（昭和27年）3月25日 - 無人化[1]
- 1976年（昭和51年）2月15日 - 栄町乗入れ工事着工に伴い廃止。

## 駅構造
名古屋城外堀の中で、本町橋の東側にあった。駅設備は相対式ホーム2面2線を有するだけであった。
駅の西寄り（堀川駅方）では名古屋城の外堀を渡る道路橋である本町橋をくぐるが、本町橋の支間が狭くて複線分の幅員が確保できなかったので、複線の線路同士を重ねて単線の用地にはめ込む、ガントレット（単複線）と呼ばれる方式が採用されていた。ガントレットは本町駅構内に属するが、1943年当時の配線略図には招魂社前信号所と記されている。ガントレットはヨーロッパなどでよく採用され、玉川電気鉄道の二子橋でも一時見られたが、その解消後は日本唯一のガントレットだった。このような構造のためか、堀川駅 - 本町駅間は1つの閉塞区間とされ、複線でありながら1列車しか入ることが出来なかった。
なお、本町橋は、線路敷設と同年の1911年（明治44年）7月に架橋されている。本町橋の支間がなぜ狭かったかについては、旧日本陸軍が本町橋の拡張しての架橋を認めない指令を出した、本町橋を拡張して架橋するに必要な追加資金を電鉄側が調達できなかったなど諸説ある。開業当時ガントレットは清水橋（大手信号所）、久屋橋（名称不明）、本町橋（招魂社前信号所）の3か所に存在したが、前2者が橋の架替や拡幅によって解消されたのに対し本町橋の支間はその後も拡張されず、当駅のガントレットは廃止時まで残った。
なお本町橋は、現在も道路橋として利用されている。

### 配線図
| ← 大曽根方面 | 本町駅 構内配線略図 | → 堀川駅 |
| 凡例 出典:   |                     |          |

## 現況

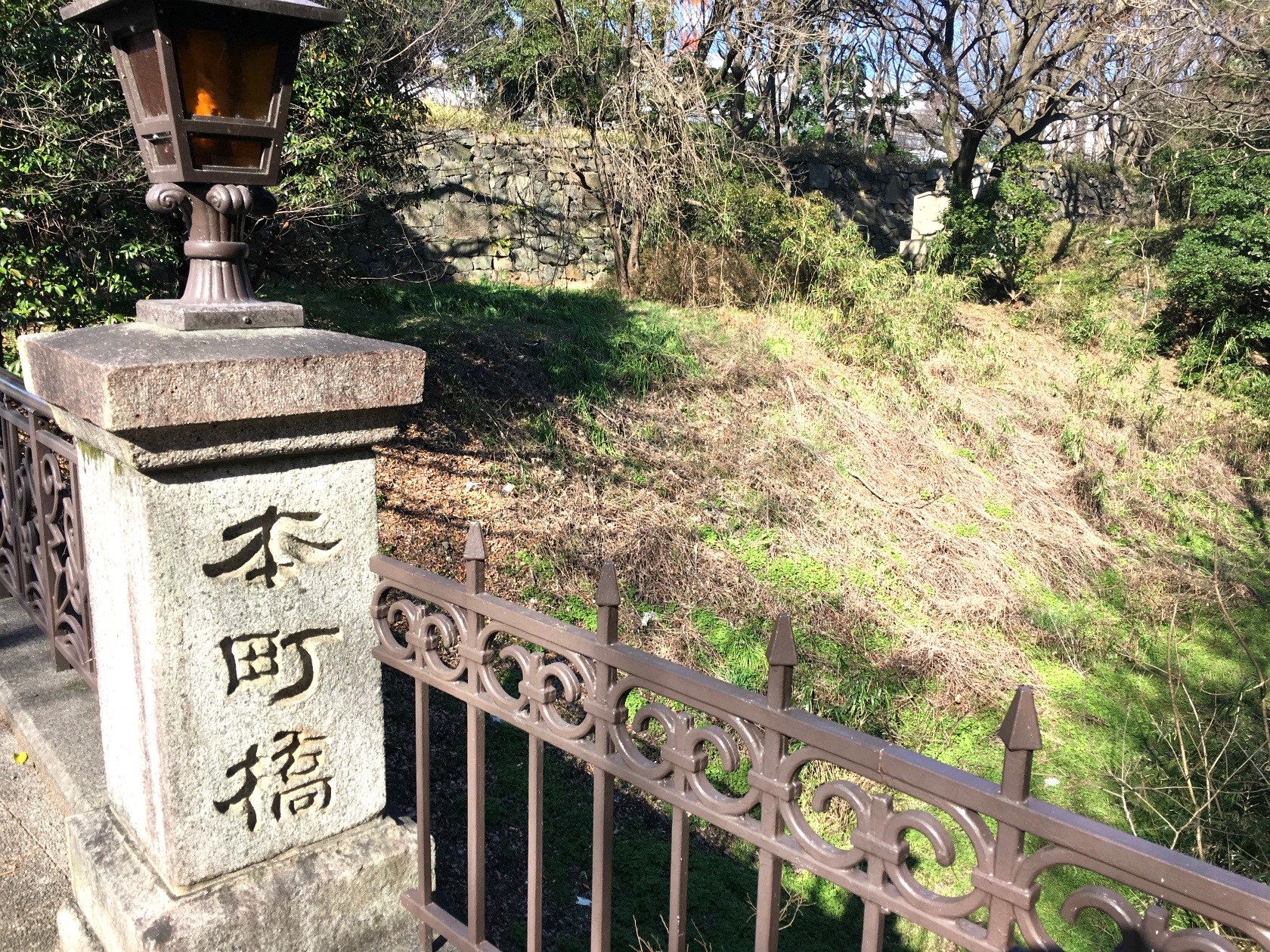
本町駅跡地付近（本町橋） （2016年（平成28年）3月）
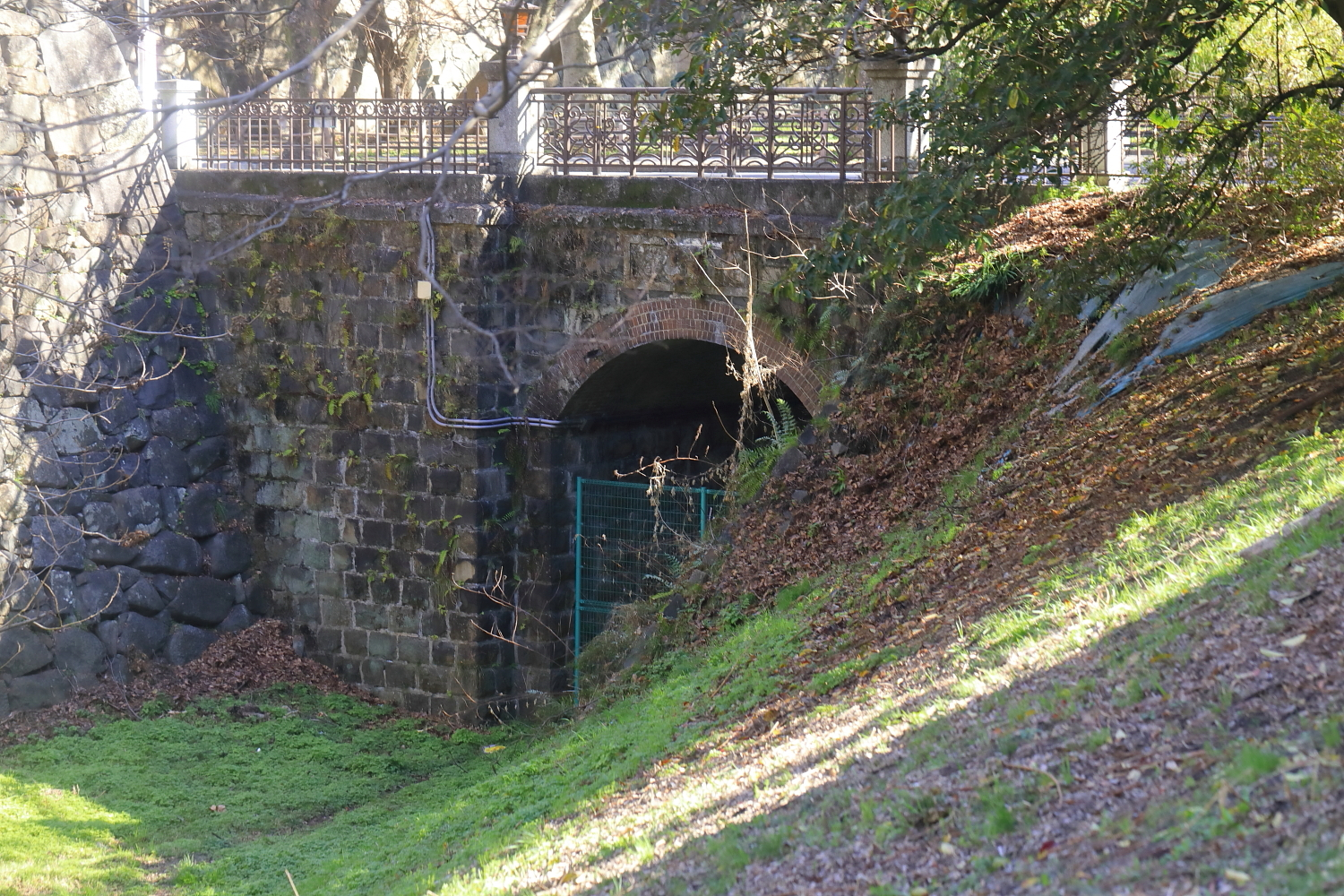
本町橋西側より望む煉瓦アーチ橋（認定地域建造物資産） （2021年（令和3年）3月）

鉄道施設はすべて撤去され、跡地は草木で覆われている。

## 隣の駅
名古屋鉄道（名鉄）
瀬戸線
堀川駅 - 本町駅 - 大津町駅